# СРЦ Дубочица
Спортско-рекреативни центар Дубочица (скраћено СРЦ Дубочица) затворена је арена која се налази у Лесковцу, Србија. Капацитет арене износи 3.600 места, а тренутно у њој игра КК Здравље.